# Tragedie van de meent
De tragedie van de meent (Engels: tragedy of the commons) is een begrip dat door de Amerikaanse microbioloog Garrett Hardin in 1968 werd gelanceerd in een essay voor het gerenommeerde wetenschappelijke tijdschrift Science. Het artikel is een van de meest geciteerde wetenschappelijke werken ooit en wordt door andere wetenschappers als zeer invloedrijk beschouwd. Het is ook sterk bekritiseerd.
Hardin doelt ermee op een veronderstelde wetmatigheid dat wanneer mensen ongereguleerd een natuurlijke hulpbron kunnen gebruiken die hen niet gezamenlijk in eigendom toebehoort, ze ertoe neigen dat zoveel mogelijk in het eigen voordeel te doen, ook als dat ten koste gaat van langetermijngebruik in het algemeen belang, met als gevolg dat de bron bij gebruik door te veel mensen door overexploitatie voor iedereen onbruikbaar wordt. Een kenmerkend element van de  theorie werd in 1833 bedacht door de Britse intellectueel William Forster Lloyd en door hem beschreven aan de hand van een simpel voorbeeld met grazende koeien op een meent, maar de wereldwijd bekende term komt van Hardin.
Het streven naar maximale opbrengst door individuen voor zichzelf leidt hierbij niet tot collectieve welvaart, zoals de economische hypothese van de onzichtbare hand van Adam Smith veronderstelt. Het grote verschil tussen beide theorieën is, dat Smith als basishouding van burgers veronderstelt dat ze niet louter egoïstisch handelen maar ook het algemeen belang in het oog houden, omdat daarmee op de lange termijn ook het eigen belang is gediend. Forster Lloyd en Hardin gaan ervan uit dat burgers louter egoïstisch handelen. De opbrengst van de gemeenschappelijke hulpbron komt ten goede aan het individu, terwijl de kosten en lasten als externaliteit worden afgewenteld op de gemeenschap. Daardoor ontstaan overexploitatie en onderbenutting.
Hardin voegt als nieuw element toe dat het gemeenschappelijk gebruik problemen zal veroorzaken zodra het aantal gebruikers te groot wordt ten opzichte van de beschikbare hoeveelheid aan gronden of grondstoffen: "A finite world can support only a finite population; therefore, population growth must eventually equal zero." Hij formuleerde de bondige stelling: "Freedom to breed is intolerable" (Vrijheid van voortplanting kan niet getolereerd worden). Hardin reageert daarmee op een besluit in 1967 van 30 staten  het principe op te nemen in de Universele Verklaring van de Rechten van de Mens dat de familie en het familieleven als mensenrecht beschermd moeten zijn en keuzes en beslissingen volledig in handen van deze eenheid moet liggen. Hardin is zich ervan bewust dat hij hiermee kritiek zal oogsten, maar meent dat er desalniettemin gewaarschuwd moet worden.
Belangrijke kritiek op de theorie van de overexploitatie is, dat dit alleen kan gelden voor een situatie waarin helemaal geen regels bestaan. Andere kritiek is dat burgers niet allemaal en niet altijd louter egoïstisch handelen en wel degelijk oog hebben voor in stand houden van natuurlijke bronnen, ook voor toekomstige generaties, en dat de potentie van het concept van gemeenschappelijk gebruik en bezit door de theorie buiten beschouwing wordt gelaten. Ten slotte is de theorie nooit bewezen, is het een veel te eenvoudige voorstelling van zaken en voert het tot onjuist politiek beleid.
Voor andere juridische culturen dan de Angelsaksische is de theorie beter te begrijpen als bekend is dat het Engelse recht een oeroud principe kent, dat niet alle grond privé-eigendom kan zijn maar bepaalde delen altijd de gemeenschap zullen toebehoren. Een dergelijk principe kent het Belgische en Nederlandse recht niet; de meent was eigendom van één persoon die slechts het bezits- of gebruiksrecht had overgedragen aan een groep.
Voor zover het door Hardin beschreven gevolg intreedt heeft dat grote implicaties voor onder andere milieubeheer.
Volgens de theorie kunnen goederen worden onderverdeeld op basis van twee criteria, exclusiviteit (moeilijk of makkelijk te bereiken) en concurrentievermogen (hoog of laag), waardoor vier verschillende categorieën goederen ontstaan. Het fenomeen van de tragedie van de meent doet zich voor in het geval wanneer er moeilijk exclusiviteit te bereiken is en er een hoog concurrentievermogen is. Het is dan onmogelijk mensen van deze goederen uit te sluiten en omdat ze rivaliserend zijn bij een beperkt aanbod, betekent het, dat een hogere of lagere consumptie van één persoon rechtstreeks van invloed is op de mogelijkheid van consumptie van anderen. Dit zijn de zogenoemde gemeenschappelijke hulpbronnen (common pool resources).

## Uitleg principe via een gedachte-experiment
Op een meent, een gemeenschappelijk stuk weidegrond, grazen melkkoeien, die toebehoren aan verschillende boeren. Elke boer wil zoveel mogelijk verdienen aan zijn melkvee. Als hij een koe toevoegt aan zijn kudde, heeft dat twee economische effecten:
1. positief: de kudde van de boer geeft met een extra koe in totaal meer melk, waarvan de meeropbrengst volledig ten goede komt aan de eigenaar.
2. negatief: de koe eet gras van de meent, dus per koe komt minder gras beschikbaar. Minder grasconsumptie betekent minder melk en dus minder opbrengst. Dit nadeel wordt echter verdeeld over alle koeien en daarmee over alle veehouders.

Eén boer ontvangt dus de volledige opbrengst van een nieuwe koe, terwijl de kosten worden gedeeld. Het is voor een boer dus lucratief om een nieuwe koe toe te voegen zolang zijn deel van de kosten lager is dan de opbrengst. Omdat de totale opbrengst slechts groter hoeft te zijn dan een gedeelte van de kosten, komt er een moment dat er een koe wordt toegevoegd die de overige boeren meer kost dan zij de eigenaar oplevert. Omdat alle boeren op dezelfde wijze redeneren zullen zij net zoveel koeien toevoegen, totdat toevoeging van nog een koe zelfs geen voordeel meer oplevert voor de eigenaar. Overbegrazing is het gevolg.
Er bestaat een maximaal totaal aantal koeien voor de meent: dat aantal waarbij de opbrengst van nog een extra koe niet meer oplevert dan het de overige boeren kost. In die situatie zou toevoegen van een extra koe ertoe leiden dat alle andere eigenaren erop achteruitgaan. In economische termen: de welvaartsverdeling is Pareto-efficiënt. Dit is echter niet de einduitkomst van de hierboven beschreven situatie. Boeren zullen kiezen voor verdere uitbreiding van hun veestapel; immers, als boer A niet voor uitbreiding kiest, en boer B doet dat wel, gaat boer A minder verdienen omdat hij opdraait voor een deel van de kosten van de uitbreiding door B, terwijl daar voor hem geen extra inkomsten tegenover staan. Op die manier is de tragedie van de meent te zien als een collectief prisoner's dilemma.
Dit voorbeeld werd oorspronkelijk beschreven in 1833 door de amateurwiskundige William Forster Lloyd (1794-1852) onder de titel Two Lectures on the Checks to Population. De term 'tragedie van de meent' (Engels: 'tragedy of the commons') is ontleend aan het mede op deze verhandeling gebaseerde artikel van de Californische bioloog Garrett Hardin, waarin hij het hierboven beschreven voorbeeld behandelt. In deze beschouwing waarschuwt Hardin voor de overbevolking van de wereld en pleit hij voor het afschaffen van de 'vrijheid van voortplanting', met als argument dat een beroep op het geweten van aspirant-ouders niet afdoende zal zijn.

## Oplossingen
Er is een aantal manieren waarop deze tragedie kan worden aangepakt. Hardin, de ecoloog die in 1968 als eerste dit verschijnsel beknopt beschreef, verklaarde dat de enige manier om dit te voorkomen, is de bronnen exclusief maken of ze onder controle van een bestuursorgaan plaatsen. In beide gevallen wijst dit op een "eigenaar" van deze bron die de bron beter zal beheren dan het publiek dat zou doen. In veel gevallen zou de eigenaar een overheidsinstantie zijn.
Het opleggen van exclusiviteit zou betekenen dat de gemeenschappelijke bronnen privé-goederen worden, waardoor mensen  een bepaalde prijs betalen voor een bepaalde hoeveelheid toegang tot de bron. Dit zou vergelijkbaar zijn met mensen die entree betalen voor beperkte toegang tot een openbaar zwembad.
De eigenaren van de bron daarentegen zouden de mogelijkheid hebben om bepaalde regels op te leggen en toezicht te houden op het gebruik dat mensen volgens deze regels maken. Zowel openbare als particuliere autoriteiten zouden dan diegenen kunnen straffen die zich niet aan deze regels houden of op een of andere manier te veel verbruiken.

## Kritiek
Volgens het originele werk over de 'tragedie van de meent' zijn alle meenten gedoemd om te mislukken, wat door economen nogal eens gebruikt wordt als een verdediging voor particulier grondeigendom. Een probleem hierbij is dat Hardins gedachte-experiment, zoals de filosoof Hans Achterhuis schrijft, "bitter weinig met de historische werkelijkheid te maken heeft" en de sterke aanname bevat dat elke veehouder als homo economicus probeert zijn eigen opbrengst te vermeerderen ten koste van de gemeenschap. Individualisme en winststreven zijn dus noodzakelijke uitgangspunten van het gedachte-experiment.
Uit de economische en sociale geschiedenis zijn diverse historische maatschappijen bekend die eeuwenlang succesvol hun gemeenschappelijke gronden hebben beheerd; tot op heden komen succesvolle meenten in gebieden voor als de Zwitserse Alpen zonder dat hier overbegrazing of uitputting optreedt. In West-Europa kwam op de meeste plekken een einde aan het gemeenschappelijke grondgebruik door het van staatswege invoeren van particulier verhandelbaar grondeigendom; het bekendste voorbeeld hiervan was het proces van omheiningen in Engeland.
De oplossing voor het probleem dat Hardin beschreef moet volgens de Amerikaanse politicologe Elinor Ostrom gezocht worden in effectieve vormen van collectief beheer, telkens afgestemd op de lokale situatie. Voor haar werk, ingegeven door moderne milieuproblematiek, won Ostrom in 2009 de Nobelprijs economie.
Zij stelde 8 principes op die het voor gemeenschappen en lokale autoriteiten mogelijk moeten maken om gemeenschappelijke hulpbronnen met succes te beheren zonder dat daarvoor privatisering nodig is. Deze "bottom up"-benadering van vraagstukken impliceert dat overheidsinterventie niet effectief kan zijn tenzij zij wordt gesteund door individuen en gemeenschappen. Met andere woorden: beleid zonder algemene steun van het publiek zal ondoeltreffend zijn. Deze 8 beginselen moeten de overheidsinstanties helpen om deze steun te creëren of te behouden.
Vele meenten werden lange tijd in eigen regie met succes beheerd. Het collectief gehandhaafde evenwicht tussen individueel en gemeenschappelijk belang kan echter door externe ontwikkelingen zoals nieuwe exploitatiemogelijkheden en verschuivingen in de machtsverdeling verstoord worden.

## Moderne voorbeelden
Moderne voorbeelden van een tragedie van de meent zijn het leegvissen van zeeën en luchtvervuiling als gevolg van autoverkeer. De oorzaak ervan is steeds dat wanneer individuen gebruikmaken van een publiek goed, zij niet de volledige rekening voor hun handelen gepresenteerd krijgen. Dit is een voorbeeld van een negatieve externaliteit.
Een manier om dit resultaat te voorkomen is het gebruik van beheersinstrumenten. In het hierboven genoemde voorbeeld zou de overheid bijvoorbeeld met een vergunningenstelsel of door middel van fiscale maatregelen het aantal koeien per veehouder kunnen beperken. Ook zou elke veehouder een eigen deel van het land in eigendom kunnen worden overgedragen; hij zal wel optimaal gebruik van zijn stuk land maken als hijzelf als enige geconfronteerd wordt met de negatieve gevolgen van uitbreiding van zijn veestapel.